# 瓦頭
瓦頭（英語：Watto）是科幻電影《星際大戰》系列所登場的一名虛構角色。

## 作品描述
作品設定上，瓦頭是屬於出生在托伊達里亞星球（Planet Toydaria）上的托伊達里亞人（Toydarian），外型身材短小、有著爬蟲類般的四肢，背後則長著能讓他飛行漂浮在半空的雙翼，而臉部上有著像貘那樣的長鼻及露出在口外的獠牙。瓦頭性格愛好利益且熱衷於賭博。
瓦頭在星戰電影系列的首部曲《威脅潛伏》初次登場，劇情中他在塔圖因行星上經營一間零件回收店鋪，並且是電影系列主要人物安納金·天行者在小時候與他母親西蜜·天行者的奴隸主。某天，協助那卜星女王佩咪·艾米達拉逃亡的絕地武士魁剛·金因太空飛船受損而降落在塔圖因找尋修復零件，並在偶然情況下認識安納金。魁剛認為安納金具有平衡原力的潛能而想帶他離開瓦頭身旁。隨後魁剛·金使用計謀和瓦頭打賭，以安納金參與飛梭競賽的成績為賭注，最後讓安納金成為自由身離開了瓦頭。
在星戰二部曲《複製人全面進攻》裡，瓦頭對已長大成為絕地武士、突然出現在眼前的安納金感到訝異。在得知安納金想知道母親下落時，瓦頭則向對方表示基於現實因素考量已將他母親轉賣給其他人士，並向安納金表示遺憾。

## 媒體評價
電子遊戲評論網站IGN將瓦頭列為百大《星際大戰》人物中的第78位，並表示瓦頭那短小的雙翼竟有辦法承受肥胖的身軀、漂浮在半空如此久這件事可能是星戰裡頭最令人困惑的事情之一。《滾石》雜誌則把瓦頭評為星戰前50大角色之一，反映著外貌像是由12種不同生物混合的瓦頭也許是塔圖因星球上最古怪有趣的奴隸主、並且以一個回收店鋪店主身份來說，能曾經擁有像安納金這個具備史上最強原力的角色來說也是件了不得的事。

## 反猶太爭議

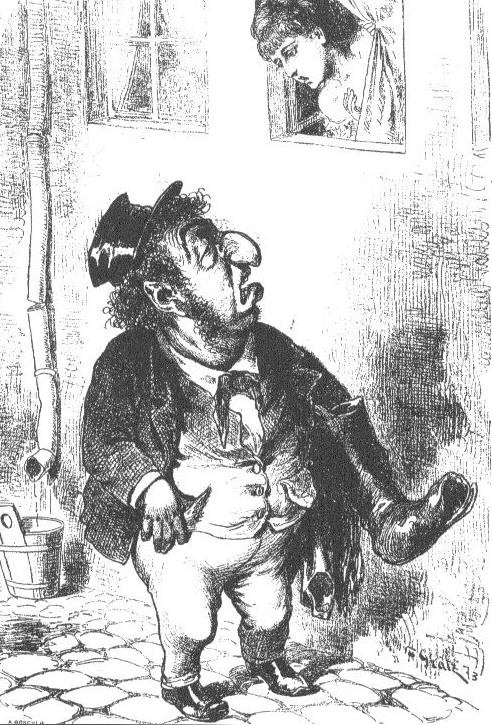
一幅出自1873年的猶太人諷刺畫，畫中的猶太人便是長鼻子模樣。

瓦頭臉蛋上的長鼻子、明亮的眼孔、用沙啞腔調方式說話、以及貪婪的個性被認為有影射猶太人的意思。美國紐約的當地報紙《鄉村之聲》（The Village Voice）便曾有指出瓦頭的長鼻子便是針對猶太人的刻版印象之評論。
而雜誌部分像《Slate》便認為瓦頭在電影裡的行為暗指到猶太人過去所做的奴隸貿易。《The Nation》則進一步表示瓦頭不只有給人反猶太人感覺、還包含有反阿拉伯人的意味。《American Review》的編者珍·普提曼（Jane Prettyman）則表示在她聽到有小孩在戲院觀賞《威脅潛伏》後一點也不覺得丟臉地說瓦頭是個「長著翅膀的怪猶太小子」，並認為這可能助長年輕人之間的反猶太主義。
書籍《The Holy Family and Its Legacy》另提到瓦頭的出現就像是過去年代於維也納一帶發行之猶太人諷刺畫的20世紀版本。

## 外部連結
- 《星際大戰》官網的瓦頭介紹 （页面存档备份，存于）（英文）